# سوپرنچرال (فصل ۳)
سوپرنچرال فصل۳، یک سریال تلویزیونی آمریکایی است که ۴ اکتبر ۲۰۰۷ به آنتن رفت. در آمریکا این سریال پنجشنبه‌ها ساعت ۹ شب پخش می‌شد. قرار بود این فصل ۲۲ قسمت باشد ولی تداخل با برنامه‌ای دیگر باعث شد ۱۶ قسمت شود.

## قسمت‌ها
آن‌چه در زیر می‌خوانید، نگاهی گذرا به مهم‌ترین حوادث رخ داده شده در قسمت‌های سریال است. بدیهی است بسیاری از جزئیات و اتفاقات ریز و جذابیت‌های هنری و صحنه‌های هیجان انگیز فیلم در مقاله زیر آورده نشده‌اند.
| شماره قسمت در سریال | شماره قسمت در فصل | عنوان (نام)               | کارگردان       | نویسنده                                                           | تاریخ پخش اصلی | کد تولید | میانگین بیننده در آمریکا (میلیون) |
| --- | ----------------- | ------------------------- | -------------- | ----------------------------------------------------------------- | -------------- | -------- | --------------------------------- |
| ۴۵ | ۱                 | «هفت باشکوه»              | کیم منرز       | اریک کریپک                                                        | ۴ اکتبر ۲۰۰۷   | 3T6901   | ۲٫۹۷                              |
| سم و دین خودشان را برای جنگ‌های آخرالزمانی آماده می‌کنند. می‌فهمند شکار صدها روح که از دروازه شیطان فرار کرده‌اند، وظیفه بزرگی است. با تنها یک سال فرصت، دین تصمیم می‌گیرد با بی خیالی زندگی کند. بابی اطلاع می‌دهد در نبراسکا وجود شیاطین با هفت گناه مهلک شروع شده. در تحقیق با آیزاک و تامارا ملاقات می‌کنند. زن و شوهری که هر دو شکارچی هستند. آن‌ها یک شیطان را تا یک بار دنبال می‌کنند ولی معلوم می‌شود همه مشتری‌ها تسخیر شده‌اند. همه نجات می‌یابند ولی آیزاک می‌میرد. سپس از یک شیطان بازپرسی کرده و بعد او را جن‌گیری می‌کنند. در همان شب دسته دیگری از شیاطین به آن‌ها حمله می‌کنند. در میان غوغا یک دختر بلوند بنام روبی، سم را نجات داده و با چاقویی جادویی شیاطین را می‌کشد. بعداً دین فاش می‌کند که اگر بخواهد از قراردادش فرار کند سم می‌میرد. |                   |                           |                |                                                                   |                |          |                                   |
| ۴۶ | ۲                 | «بچه‌ها خوب هستند»         | فیل ریکیا      | سرا گمبل                                                          | ۱۱ اکتبر ۲۰۰۷  | 3T6902   | ۳٫۱۶                              |
| یک مرد در ایندیانا با اره ماشینی کشته می‌شود. این شهر، دین را به یاد لیزا بریدن می‌اندازد. زنی که او ۸ سال پیش می شناخته و الان هم می‌خواهد قبل از مرگش ببیند. وقتی به خانه لیزا می‌رسد تولد هشت سالگی پسر لیزا بنام بن است. در این حین، روبی به دیدار سم می‌رود و از توانایی‌های ذهنی سم می‌گوید. هم چنین می‌گوید چیزی ماورایی در شهر در جریان است. دین تماس می‌گیرد و می‌گوید ۴ حادثه دیگر در همسایگی لیزا اتفاق افتاده. در تحقیق درباره یکی از اتفاق‌ها معلوم می‌شود فرزند خانواده عجیب رفتار می‌کند. هم چنین یک علامت عجیب روی گردن مادر وجود دارد. معلوم می‌شود موجوداتی جایگزین بچه‌ها شده‌اند. آن‌ها پدرها را می‌کشند و از مادرها تغذیه می‌کنند. برادرها می‌فهمند مادر این موجودات بچه‌های اصلی را در خانه‌ای متروک نگه داشته. سم او را با آتش پخش کن می‌کشد و با این کار تمام بچه‌های تقلبی دود می‌شوند. بعداً روبی فاش می‌کند که یک شیطان است ولی می‌خواهد به او کمک کند. |                   |                           |                |                                                                   |                |          |                                   |
| ۴۷ | ۳                 | «روز بد در بلک راک»       | رابرت سینگر    | بن ادلاند                                                         | ۱۸ اکتبر ۲۰۰۷  | 3T6903   | ۳٫۰۳                              |
| کوبریک با گوردون واکر در زندان ملاقات می‌کند. گوردون می‌گوید سم بخاطر ذات غیر انسانیش بمیرد. در جایی دیگر، برادرها وارد انباری پدرشان می‌شوند می‌فهمند دزدها "پای خرگوش" را دزدیده‌اند. سم و دین آن را ردیابی کرده و پیدا می‌کنند. بابی می‌گوید این پا نفرین شده‌است. هرکس آن را لمس کند- سم آن را لمس کرده- خوش شانس می‌شود ولی اگر پا گم شود در عرض یک هفته می‌میرد. بابی به تحقیق برای نابودی پا می‌پردازد. در این حال، سم شروع به خوش شانسی می‌کند. بعداً یک خدمتکار پا را از او می‌دزدد. وقتی سم بدشانس می‌شود، برادرها می‌فهمند یک زن بنام بلا تالبوت دزدها را استخدام کرده بوده. بابی او را می‌شناسد و می‌گوید او اشیای ماورایی را برای سود می‌دزدد. دین پا را از بلا در آپارتمانش پس می‌گیرد. ولی بدشانسی سم باعث می‌شود کوبریک و شکارچی دیگری او را بیابند. آن‌ها می‌خواهند سم را بکشند ولی دین می‌رسد و با استفاده از خوش شانسیش آن‌ها را خلع سلاح می‌کند. بابی راهی می‌یابد تا نفرین را بشکنند ولی قبل از اتمام آن،بلا سر می‌رسد و به شانه سم شلیک می‌کند. دین به او کلک می‌زند و او را مجبور می‌کند پا را لمس کند. پس بلا هم اجازه می‌دهد پا نابود شود. کوبریک دوباره در زندان گوردون را می‌بیند. فکر می‌کند خدا به او کمک کرد تا سم را بیابد پس قبول می‌کند به گوردون کمک کند از زندان خارج شود. |                   |                           |                |                                                                   |                |          |                                   |
| ۴۸ | ۴                 | «شهر گناه»                | چارلز بیسون    | رابرت سینگر و جرمی کارور                                          | ۲۵ اکتبر ۲۰۰۷  | 3T6904   | ۳٫۰۲                              |
| مرگ‌های غیرعادی، سم و دین را به اوهایو می‌کشاند. اول با پدر گیل ملاقات می‌کنند که در کلیسایش شاهد یک خودکشی بوده‌است. یک شکارچی به‌نام ریچی، آن‌ها را به یک بار محلی می‌برد تا از صاحبش بنام تروتر تحقیق کنند. دو مشتری شروع به دعوا می‌کنند و یک ساقی بنام کیسی با استفاده از این فرصت، ریچی را فریب می‌دهد. او، ریچی را به خانه‌ای می‌برد و در زیزمین او را می‌کشد. در این زمان، روبی به بابی کمک می‌کند تا کلت (تفنگی که می‌تواند هر چیزی را بکشد) را تعمیر کند. سم می‌فهمد صاحب بار، تسخیر نشده و دین دنبال ریچی می‌گردد. او کیسی شیطانی را می‌یابد و او را در تله شیطان می‌اندازد. دین شروع به جن‌گیری می‌کند ولی کیسی کتاب را نابود می‌کند و باعث می‌شود ساختمان ریزش کند و در با سنگ بسته شود. دین و کیسی شروع به گفتگو می‌کنند. کیسی می‌گوید شیاطین تروتر را ترغیب کردند تا قمار و فحشا را به شهر اورد. هم چنین می‌گوید بعد از مرگ ازازیل دنیای آن‌ها دچار اغتشاش شد. هر دو به گفتگو ادامه می‌دهند و کم‌کم کیسی از دین خوشش می‌آید. در این زمان، سم که نمی‌تواند دین و کیسی را بیابد از پدر گیل کمک می‌گیرد. معلوم می‌شود پدر گیل هم شیطان است. او وارد زیرزمین می‌شود و معشوقش کیسی را آزاد می‌کند. اما سم مداخله کرده و با کلت هر دو را می‌کشد. |                   |                           |                |                                                                   |                |          |                                   |
| ۴۹ | ۵                 | «قصه‌های زمان خواب»        | مایکل روحل     | کاترین هامفریس                                                    | ۱ نوامبر ۲۰۰۷  | 3T6905   | ۳٫۲۴                              |
| سم و دین به نیویورک می‌روند تا درباره حمله مرگبار به سه برادر تحقیق کنند. از آنجا که تنها بازمانده می‌گوید که حمله‌کننده یک مرد عادی بود، فکر می‌کنند یک گرگینه مقصر است. کم‌کم برادرها می‌فهمند که داستان‌های پریان در شهر به واقعیت می‌پیوندند و بوسیله روح یک دختر جوان اتفاق می‌افتند. برادرها یک دختر در کما بنام کالی را در بیمارستان می‌یابند. پدر این دختر، دکتر گریسون برایش داستان‌های پریان می‌خواند. سم و دین بر این عقیده‌اند که نامادریش او را با سفیدکننده مسموم کرده بوده و او هم برای جلب توجه داستان‌های پریان را به زندگی واقعی آورده. در این هنگام یک پیرزن به بیمارستان اورده می‌شود. به شیوه یک قصه، نوه اش هم دزدیده شده. دین بدنبال نوه می‌رود ولی دزد به او حمله می‌کند. سم هم اوضاع را به دکتر توضیح می‌دهد. روح کالی ظاهر می‌شود و گفته‌های سم را تأیید می‌کند. سپس در آرامش می‌میرد و روحش منتقل می‌شود. دزد هم از کنترل کالی خارج می‌شود. بعداً سم شیطان چهار راهی که با دین قرارداد بسته را احضار می‌کند و به او هشدار می‌دهد یا قرارداد دین را فسخ کند یا او را می‌کشد. شیطان می‌گوید تنها رئیسش می‌تواند قراردادها را بشکند. اما وقتی نام رئیسش را فاش نمی‌کند، سم با کلت به او شلیک می‌کند. |                   |                           |                |                                                                   |                |          |                                   |
| ۵۰ | ۶                 | «آسمان قرمز در صبح»       | کلیف بول       | لارنس آندریس                                                      | ۸ نوامبر ۲۰۰۷  | 3T6906   | ۳٫۰۱                              |
| یک زن روح یک کشتی را در لنگرگاه می‌بیند و همان شب در حمام غرق می‌شود. سم و دین به سراغ عمه او، گرترود می‌روند. او درباره روح کشتی می‌داند و می‌پرسد آیا با زنی بنام الکس کار می‌کنند. بعداً معلوم می‌شود بلا، همان الکس است. مرگ‌های بیشتری رخ می‌دهد. برادرها می‌فهمند کشتی، نشانه مرگ است و مربوط به دریانوردی است برای خیانت اعدام شده. دست دریانورد در موزه‌ای نگهداری می‌شود. بلا پیشنهاد می‌دهد دست را نابود کنند تا روح کشتی از بین برود. هر سه به موزه رفته و دست را می‌دزدند. اما بلا یواشکی دست را به یک مشتری می‌فروشد. اما روح کشتی را می‌بیند. با این نشانه مرگ، بلا برای کمک پیش وینچسترها برمیگردد. معلوم می‌شود این روح فقط دنبال کسانی می‌رود که مسئول مرگ اعضای خانواده‌شان هستند اما بلا چیزی را توضیح نمی‌دهد. هر سه سر قبر دریانورد مراسم احضار روح اجرا می‌کنند. روح انتقام جو با روح کاپیتانی که دستور مرگش را داده مقابله می‌کند. (که برادرش هم بوده) و هر دو ناپدید می‌شوند. |                   |                           |                |                                                                   |                |          |                                   |
| ۵۱ | ۷                 | «خون تازه»                | کیم منرز       | سرا گمبل                                                          | ۱۵ نوامبر ۲۰۰۷ | 3T6907   | ۲٫۸۸                              |
| گوردون از زندان فرار می‌کند و بلا را دنبال می‌کند. بلا در ازای کیف باارزش موجو، مکان برادرها را به او می‌دهد. در این زمان، آن‌ها یک خون‌آشام بنام لوسی را می‌گیرند و بازجویی می‌کنند. می‌فهمند یک خون‌آشام بنام دیکسون با ریختن خون خودش در نوشیدنی لوسی در یک کلاب او را تبدیل کرده. دین مجبور به کشتن لوسی می‌شود. سم و دین با دیکسون روبرو می‌شوند ولی گوردون و کوبریک هم می‌رسند. برادرها فرار می‌کنند ولی در ضرب و شتم دیکسون، گوردون را می‌دزدد. او می‌خواهد از گوردون به عنوان غذا استفاده کند ولی متلک‌های متوالی او، دیسکون را تحریک کرده و او را تبدیل می‌کند. وقتی برادرها به مخفی گاه دیکسون می‌رسند، گوردون خون‌آشام فرار کرده. او برای دفاع از خود کوبریک را می‌کشد. در نهایت برادرها با گورون مواجه می‌شوند و سم با یک سیم خاردار گردنش را می‌زند. |                   |                           |                |                                                                   |                |          |                                   |
| ۵۲ | ۸                 | «کریسمس بسیار ماوراطبیعی» | جی. میلر توبین | جرمی کارور                                                        | ۱۳ دسامبر ۲۰۰۷ | 3T6908   | ۳٫۰۲                              |
| یک موجود در لباس بابانوئل افراد را از بخاری می‌برد و می‌کشد. سم حدس می‌زند شاید یک نمونه شرور از بابانوئل مسئول است. او متوجه می‌شود بخاری همه قربانی‌ها با یک نوع حلقه گل از گیاه اسپیره کوهی تزئین شده. این گیاهی است که در آئین‌های بت‌پرستی برای قربانی کردن انسان‌ها بکار می‌رود. با ردیابی کردن می‌فهمند دو الهه مسئول این کارند. در هر حال، این دو الهه، برادرها را برای قربانی کردن می‌دزدند. در نهایت وینچسترها خود را آزاد می‌کنند و با تکه‌ای از درخت کریسمس آن‌ها را می‌کشند. در ادامه قسمت، هر دو بعد از سال‌ها کریسمس را جشن می‌گیرند. زیرا این آخرین شانس دین است. در فلش بک‌ها در سال ۱۹۹۱، پدرشان به شکار رفته و با هم تنها هستند. سم به دین یک گردن بند هدیه می‌دهد که دین همیشه آن را می‌اندازد. |                   |                           |                |                                                                   |                |          |                                   |
| ۵۳ | ۹                 | «چکش جادوگران»            | رابرت سینگر    | بن ادلاند                                                         | ۳۱ ژانویه ۲۰۰۸ | 3T6909   | ۲٫۹۵                              |
| سم و دین سراغ یک سری مرگ‌های مرتبط با جادوگری می‌روند. آن‌ها فکر می‌کنند کلوپ کتاب خوانی همسایه‌ها یک جلسه جادوگری است. روبی ظاهر می‌شود و هشدار می‌دهد یک نیروی قوی درحال کنترل جادوگر هاست. این نیرو ظاهراً بدنبال سم است. پس روبی توصیه می‌کند از شهر خارج شوند. اما برادرها او را نادیده می‌گیرند. در متل ناگهان یک درد شدید سراغ دین می‌آید که از طریق جادو است. سم نمی‌تواند کیسه جادو را بیابد و بجایش با کلت سراغ جادوگرها می‌رود. روبی کمی بعد می‌رسد و با یک دارو، دین را نجات می‌دهد. هر سه زن هدف قرار دادن دین را انکار می‌کنند و می‌گویند از جادوگری فقط برای اهداف شخصی استفاده می‌کنند. سم می‌فهمد تامی، که در این کار هیچ سودی نبرده، همان کسی است که روبی هشدارش را داده بود. تامی، سم را خلع سلاح کرده و یکی از زنان را می‌کشد. روبی تلاش می‌کند به او کلک بزند ولی شکست می‌خورد. زن دیگر تلاش می‌کند با طلسمی او را متوقف کند ولی تامی او را هم می‌کشد. در این حواس پرتی، دین با چاقوی روبی، تامی را می‌کشد. بعداً روبی به دین می‌گوید نمی‌تواند از معامله نجاتش دهد و اینکه همه شیاطین قبلاً انسان بوده‌اند ولی در جهنم انسانیت را از دست داده‌اند. او هم یک جادوگر بوده که روحش را به تامی فروخته ولی به دلایلی هنوز انسانیت را به یاد دارد. او از دین می‌خواهد کمک کند تا سم برای آینده آماده شود. |                   |                           |                |                                                                   |                |          |                                   |
| ۵۴ | ۱۰                | «کمی رویای مرا ببین»      | استیو بویام    | داستان: سرا گمبل و کاترین هامفریس نمایش تلویزیونی: کاترین هامفریس | ۷ فوریه ۲۰۰۸   | 3T6910   | ۲٫۶۸                              |
| سم تماسی از بیمارستان دریافت می‌کند که بابی به‌طور مرموزی در کما رفته. بابی در یک کابوس گیر افتاده و زنی مرموز او را دنبال می‌کند. برادرها متل بابی را می‌گردند و عنوان روزنامه‌ای درباره یک دکتر می‌یابند که او از یک بیماری مربوط به خواب مرده. دین، بدنبال جرمی می‌رود. پسری که عضو یک پژوهش مخفیانه دکتر، درباره خواب بوده. جرمی بعد از اینکه پدرش وحشیانه با چوب بیس بال به سرش زده، دیگر خواب نمی دیده. او فاش می‌کند که پژوهش باعث شد با خوردن یک چای زرد، دوباره خواب ببیند. ولی خواب‌ها او را می‌ترساند پس از پژوهش خارج شد. سم می‌فهمد گیاهی بنام "ریشه رویای افریقایی" باعث می‌شود فردی وارد خواب کس دیگر شود و آن را دستکاری کند. او گمان می‌کند شخصی با این روش دکتر را کشته و حالا هم دنبال بابی است. با خرید این گیاه از بلا، سم و دین، بابی را از دست آن زن نجات می‌دهند. اما در خواب سم توسط جرمی کتک می‌خورد. ولی وقتی بابی کنترل خودش را می‌گیرد، همه بیدار می‌شوند. بعداً سم و دین با استفاده از گیاه با جرمی مواجه می‌شوند. دین با نمونه شیطانی خودش مواجه می‌شود. وقتی دین در حال مقابله با کپی خودش است، سم با جرمی روبرو شده و نمونه رویایی پرد جرمی را احضار می‌کند. حواسش پرت می‌شود و سم او را می‌کشد. وقتی برادرها بیدار می‌شوند می فهمند بلا کلت را دزدیده. در آخر دین اعتراف می‌کند نمی‌خواهد بمیرد. |                   |                           |                |                                                                   |                |          |                                   |
| ۵۵ | ۱۱                | «محل راز»                 | کیم منرز       | داستان: جرمی کارور و امیلی مک‌لافلین نمایش تلویزیونی: جرمی کاور    | ۱۴ فوریه ۲۰۰۸  | 3T6912   | ۲٫۹۷                              |
| طی صبحانه سم و دین درباره ناپدید شدن مردی در می‌ستری اسپات بحث می‌کنند. آن شب یواشکی وارد آنجا می‌شوند ولی با صاحب بخش تفنگ‌های شکاری روبرو می‌شوند. اشتباهی تیری از تفنگ در می‌رود و دین می‌میرد. اما صبح روز بعد، وقتی سم بیدار می‌شود دین را کنار تخت می‌بیند. گویا روز دارد تکرار می‌شود پس با پیشنهاد سم دوباره به مبیستری اسپات می‌روند. اما در راه دین با یک ماشین تصادف کرده و می‌میرد. حلقه زمان ادامه می‌یابد و دین هر روز به روش‌های مختلف می‌میرد. این اتفاق صد بار تکرار می‌شود. تا اینکه سم بی تاب، به مردی در رستوران توجه می‌کند که شربتی متفاوت با روزهای پیش می‌خورد. او با مرد مواجه می‌شود و معلوم می‌شود او شیاد است. یک نیمه خدا که از بازی کردن و شوخی زیاد لذت می‌برد. شیاد می‌گوید این کار را کرده تا سم قبول کند که نمی‌تواند دین را نجات دهد. سم می‌خواهد او را بکشد اما شیاد زمان را به صبح روز بعد می‌برد و حلقه زمان را متوقف می‌کند. وینچسترها تصمیم به ترک شهر می‌کنند ولی دین در یک دعوا تیر می‌خورد. چون حلقه زمان شکسته شده، دین مرده باقی می‌ماند. ماه‌ها می‌گذرد و سم به تنهایی دنبال شیاد می‌گردد. او تماس‌های بابی را نادیده می‌گیرد ولی نهایتاً محل شیاد را می‌یابد. همراه بابی به می‌ستری اسپات می‌روند و تشریفات احضار را آماده می‌کنند. اما سم حقیقت را می‌فهمد و به قلب بابی با میخی چوبی می‌زند. چون او شیاد بوده. اما شیاد دوباره ظاهر می‌شود. سم به او التماس می‌کند دین را برگرداند. اما شیاد می‌گوید دین نقطه ضعف سم است اما همیشه برادرها خود را برای همدیگر فدا می‌کنند. اما سم تقاضایش را تکرار می‌کند. پس شیاد زمان را به صبح قبل از مرگ دین برمیگرداند. |                   |                           |                |                                                                   |                |          |                                   |
| ۵۶ | ۱۲                | «حقوق در بلو»             | فیل ریکیا      | سرا گمبل                                                          | ۲۱ فوریه ۲۰۰۸  | 3T6911   | ۳٫۲۳                              |
| سم و دین وارد آپارتمان بلا می‌شوند تا گلت را پس بگیرند. اما او درباره آن‌ها به مأمور FBI، هنریکسون خبر داده. پلیس سریعاً می‌رسد و برادرها را به زندان می‌برند. معاون اف‌بی‌آی، استیون گرووز به ایستگاه کلانتری می‌رسد تا برای تحویل برادرها آماده شود. ولی وقتی با آن‌ها تنها می‌شود فاش می‌کند شیطان است. او به شانه دین تیر می‌زند. اما وقتی سم شروع به جن‌گیری می‌کند از بدن میزبانش فرار می‌کند. مأموری که برای انتقال وینچسترها آمده بوده کشته می‌شود و هلیکوپتر منفجر می‌شود. هنریکسون هم تسخیر می‌شود و کلانتر را می‌کشد. اما برادرها او را جن‌گیری می‌کنند. بعد از این هنریکسون متوجه حقیقت می‌شود و برادرها را از سلول آزاد می‌کند. سم و دین ایستگاه کلانتری را با نمک و تله شیطان در مقابل شیاطین حفظ می‌کنند. یک گروه از شیاطین کنترل شهر را می‌گیرند و ایستگاه را محاصره می‌کنند. روبی وارد ایستگاه می‌شود (در یکی از خطوط نمک فاصله ایجاد شده) و هشدار می‌دهد که شیاطین به رهبری لیلیث (شیطانی قوی) بدنبال سم هستند تا او را بکشند. روبی می‌خواهد با طلسمی به امنیت شیاطین را بکشد ولی دین نمی‌پذیرد. چون این طلسم باعث قربانی کردن روبی و یک منشی باکره می‌شود. وقتی روبی می‌رود، آن‌ها به شیاطین اجازه وارد شدن می‌دهند. صدای ضبط شده سم، متن جن‌گیری را می‌خواند و تنها یک شیطان موفق به فرار از جن‌گیری می‌شود. هنریکسون قول می‌دهد این اتفاق را لو ندهد و گزارش دهد که برادرها در انفجار هلیکوپتر کشته شده‌اند. کمی بعد از رفتن برادرها، یک دختر بچه وارد ایستگاه کلانتری می‌شود و معلوم می‌شود لیلیث است. سپس با دمیدن نوری سفید ایستگاه را نابود می‌کند.                               |                   |                           |                |                                                                   |                |          |                                   |
| ۵۷ | ۱۳                | «مقابله کنندگان با روح»   | فیل ریکیا      | بن ادلاند                                                         | ۲۴ آوریل ۲۰۰۸  | 3T6913   | ۲٫۲۲                              |
| سم و دین سراغ خانه‌ای جن زده می‌روند ولی با طرفدار چیزهای ماورایی، هری اسپنگلر و اد زدمور مواجه می‌شوند. آن‌ها به همراه خواهر اد (مگی)، یک کارآموز هم جنس باز (کوربت) و یک فیلمبردار (اسپروس) در حال ساخت فیلمی واقعی هستند. طبق افسانه‌ها روح فریمن دگت، هر سال کبیسه برمیگردد تا قربانی‌های بیشتری برای خانه بگیرد. گروه با روحی مواجه می‌شوند که مرگش را دوباره تجربه می‌کند. وینچسترها این اتفاق را "انعکاس مرگ" و بی‌خطر می‌دانند. بزودی کوربت ناپدید می‌شود و بقیه هم تا نیمه شب نمی‌توانند از خانه فرار کنند، چون روح درها را قفل کرده. بدنبال کوربت، وارد دفتر دگت می‌شوند. دگت که سرایدار یک بیمارستان محلی بوده، اجساد را از سردخانه به خانه‌اش می برده تا با آن‌ها بازی کند. سم ناگهان ناپدید می‌شود و خودش را کنار کوربت می‌یابد. در حالیکه هر دو به صندلی بسته شده‌اند و در مهمانی تولد هستند. روح پدیدار می‌شود و کوربت را می‌کشد. سپس کلاه تولد را به سر سم می‌گذارد. دین وارد پناهگاهی که سم در آن است می‌شود و بقیه در دایره‌ای از نمک می‌مانند (نمک مانع روح هاست) و "انعکاس مرگ" کوربت را تمشا می‌کنند. اد (که کوربت عاشقش بوده) مسئله "انعکاس مرگ" را برای کوربت توضیح می‌کند. پس روحش متوجه می‌شود و با دگت مقابله می‌کند و او را به آرامش می‌رساند. روز بعد قبل از رفتن، سم و دین یواشکی تمام فیلم‌های گروه را پاک می‌کنند. |                   |                           |                |                                                                   |                |          |                                   |
| ۵۸ | ۱۴                | «تماسی از مسیری دور»      | رابرت سینگر    | جرمی کارور                                                        | ۱ مه ۲۰۰۸      | 3T6914   | ۲٫۶۳                              |
| بعد از اینکه مردی تماس‌های متعددی از زنی مرموز دریافت می‌کند، خودکشی می‌کند. وینچسترها می‌روند تا با همسر مرد صحبت کنند. معلوم می‌شود آن زن لیندا نام داشته که در تصادف با ماشین مرد، مرده. در کمپانی تلفن، سم و دین با مدیر، کلارک آدامز ملاقات می‌کنند. او آن‌ها را به تکنسینی بنام استویی میرز معرفی می‌کند. او شماره را ردیابی می‌کند و فاش می‌کند این شماره به ۱۰ خانه در طی دو هفته زنگ زده. با رفتن به این خانه‌ها، فاش می‌شود مردم از عزیزان مرده‌شان تماس داشته‌اند. سپس دین از پدرش تماسی دریافت می‌کند که می‌گوید شیطانی که قراردادش را دارد در شهر است و ادرسی به او می‌دهد. اما سم باور نمی‌کند او پدرشان باشد. دختری بنام لنی، با تماس‌هایی از مادر مرده اش، تشویق به خودکشی می‌شود. سم متوجه می‌شود و به دین زنگ می‌زند تا بگوید با یک کروکوتا روبرو هستند. این هیولا مردم را قانع می‌کند خود را بکشند تا بتواند روحشان را بخورد. سم اول فکر می‌کند استویی مقصر است. اما کلارک خود را به عنوان هیولا آشکار می‌کند و روح استویی را می‌خورد. دین منتظر شیطان است تا برسد. در این زمان کلارک به مردی زنگ می‌زند و به عنوان دختر مرده اش، اداعا می‌کند قاتلش دین است و در خانه منتظر است. هم‌زمان که سم کروکوتا را می‌کشد، مرد هم به دین حمله می‌کند ولی قانع می‌شود که او قاتل دخترش نیست. |                   |                           |                |                                                                   |                |          |                                   |
| ۵۹ | ۱۵                | «زمان، طرف من است»        | چارلز بیسون    | سرا گمبل                                                          | ۸ مه ۲۰۰۸      | 3T6915   | ۲٫۵۵                              |
| برادرها بدنبال تحقیق یک زامبی می‌روند. اما می‌فهمند مقصر دزدی‌های اخیر اعضای بدن، داک بنتون است. او از سال ۱۸۱۶ کارش را ترک کرده تا راهی برای زندگی جاویدان بیابد. او به مردم دارو می‌دهد و اعضای بدنشان را برمیدارد تا در بدن خودش بگذارد. سم می‌خواهد با کمک داک بتواند زندگی دین را طولانی کند. ولی دین می‌رود تا با شکارچی بنام روفوس صحبت کند. چون بابی گفته او محل بلا و تاریخ زندگیش را می‌داند. وقتی دین به سراغ بلا می‌رود، او می‌گوید قبلاً کلت را فروخته. دین هم با عصبانیت می‌گوید ماجرای والدین بلا را می‌داند (بلا بخاطر تجاوزهای پدرش به او، ترمز ماشینشان را دستکاری می‌کند) اما معلوم می‌شود او یک معامله شیطانی داشته و مثل دین زمانش در حال اتمام است. در این زمان، سم توسط داک دزدیده می‌شود. داک سعی می‌کند چشمانش را دربیاورد ولی دین متوقفش می‌کند. چون داک جاودان است برادرها او را زنده خاک می‌کنند. بلا یواشکی وارد اتاق متل برادرها می‌شود و به تختشان شلیک می‌کند. ولی معلوم می‌شود تخت خالی است. دین به بلا زنگ می‌زند و او می‌گوید کلت و کشتن سم تنها راه فرار از قراردادش بوده. هم چنین لیلیث تمام قراردادها را دارد. بلا می‌رود درحالیکه صدای سگ‌های جهنمی به گوشش می‌رسد. |                   |                           |                |                                                                   |                |          |                                   |
| ۶۰ | ۱۶                | «آرامشی برای اشرار نیست»  | کیم منرز       | اریک کریپک                                                        | ۱۵ مه ۲۰۰۸     | 3T6916   | ۳٫۰۰                              |
| درحالیکه فقط ۳۰ ساعت به اتمام قراداد دین مانده، بابی رد لیلیث را می‌گیرد. دین نمی‌خواهد ناگهانی مورد حمله قرار بگیرد اما کمک روبی را هم بخاطر ذات تاریکش نمی‌پذیرد. اما سم او را احضار می‌کند و تقاضای چاقویش را می‌کند. روبی می‌گوید توانایی‌های ذهنی سم می‌تواند به راحتی لیلیث را بکشد اما دین می‌رسد و به او کلک زده و او را در تله شیطان می‌اندازد. برادرها چاقو را می‌گیردند و می‌روند. چون مرگ دین نزدیک می‌شود، او می‌تواند با نگاهی آتی شکل واقعی شیاطین را ببیند. وقتی به محل مورد نظرشان می‌رسند می فهمند لیلیث یک دختر بچه را تسخیر کرده. روبی می‌رسد. هرسه وارد خانه می‌شوند و دختر بچه را می‌یابند. اما دین می‌فهمد روبی از بدنش خارج شده. چون نیمه شب می‌رسد، لیلیث وارد بدن میزبان روبی می‌شود و می‌گوید روبی را به جایی بسیار دور فرستاده. سپس سگ‌هایش به دین حمله می‌کنند. بعد قصد کشتن سم را می‌کند ولی بی تأثیر است. پس سریعاً فرار می‌کند. روح دین در جهنم نشان داده می‌شود درحالیکه با زنجیرهای زیاد آویزان است. |                   |                           |                |                                                                   |                |          |                                   |